# Великосілки
Великосілки (до 1946 року — Желехів Великий, Желехів Малий, 1946—1947 роки — Великосілка, Малосілка, 1947—1989 роки — Великосілка) — село в Україні, у Новояричівській селищній громаді Львівського району Львівської області. Орган місцевого самоврядування — Новояричівська селищна громада. Населення за переписом 2001 року становило 1444 особи.

## Географія
Село Великосілки розташоване за 45 км від обласного центру, 45 км від районного центру та 18 км від адміністративного центру сільської громади. За 15 км знаходиться найближча залізнична станція Задвір'я.
Вулиці
У Великосілках налічується 11 вулиць.
- Вишнева
- Гетьмана Мазепи Івана
- Грушевського Михайла
- Зелена
- Лесі Українки
- Марка Вовчка
- Миру
- Полуботка Павла
- Стуса Василя
- Центральна
- Шевченка Тараса

## Населення
Станом на початок 1939 року у Желехові Великому мешкало 1790 осіб, з них: 1100 українців, 50 поляків, 600 латинників та 40 євреїв, у Желехові Малому — 1010 осіб, з них: 520 українців, 20 поляків, 450 латинників та 20 євреїв. За даними всеукраїнського перепису населення 2001 року у селі Великосілки мешкало 1444 особи.
Мова
Розподіл населення за рідною мовою за даними перепису 2001 року був наступним:
| українська | 1441 | 99,79 |
| російська  | 2    | 0,14  |
| польська   | 1    | 0,07  |

## Назва
1946 року село Желехів Великий перейменовано на Великосілку, а Желехів Малий — на Малосілку. Наступного, 1947 року, проведено укрупнення села Великосілка шляхом приєднання до нього села Малосілка. 19 вересня 1989 року рішенням Львівської обласної ради село Великосілка перейменовано на Великосілки.

## Історія
Село Великосілки, яке раніше мало назву Желехів Великий, вперше згадується 15 жовтня (23 липня за новим стилем) 1393 року, тоді польський король Владислав II Ягайло надав право на володіння селом Желехів з сусіднім монастирем Михайлу з Сулковиці.
У 1461 році відбувся поділ Желехова на два окремих села — Желехів Великий та Желехів Малий.
У податковому реєстрі 1515 року в селі документується священник, шинок, млин і 5 ланів (близько 125 га) оброблюваної землі.
У 1503 та 1515 роках Ян Мщишек стає власником, але лише частина села, оскільки, згідно з іншими документами, між Яном Вішньовським та Яном Соколом тривала суперечка щодо частини села. 
У середині XIX століття Великий Желехів перебував у власності спадкоємців Розалії Келяновської, а Малий Желехів придбав граф Адам Замойський. Пізніше Великий Желехів був придбаний Казімежем Дідушицьким та залишився у власності цієї родини.
| Роки                  | Ім'я власника                                |
| --------------------- | -------------------------------------------- |
| ? – 1417              | Михайло Сулковицький (королівський маршалок) |
| 1417 – ?              | дочки Михайла Сулковицького                  |
| 1502 – ?              | Миколая Вжешча                               |
| середина XIX століття | Розалія Келяновська (Великий Желехів)        |
| середина XIX століття | Адам Замойський                              |
|                       | Казімєж Дідушицький                          |
| 1904–1934             | Тадеуш Дідушицький                           |

Після проголошення ЗУНР війтом в селі був Григорій Демцюх. За Польщі війтом гміни був Станіслав Шультис, який дбав про благоустрій села. З його ініціативи в селі прокладено тверду (цегляну) дорогу. Солтисом в селі у той час був Й. Грабовський.
У 1934–1939 роках село було центром ґміни Желехів Великий. До 1939 року в селі діяло українське педагогічне товариство «Рідна Школа», читальня «Просвіти», польський народний дім, існувала польська організація «Стрілецький Союз».
Під час другої світової війни, до лав ЧА було мобілізовано 108 місцевих мешканців, 38 з них за мужність та хоробрість нагороджені орденами та медалями СРСР, а 53 чоловіків загинули.

До 1946 року в селі була садиба графа:
«ціла садиба (мабуть, соток 8 чи 10), обгороджена сіткою-рабицею і живоплотом. Садиба була дуже гарно, розумно спланована, розділена на зони деревами і кущами. Гарний будиночок на 4 кімнати, з верандою з одного боку і ґанком з протилежного. Перед будинком росли прегарні зелені і блакитні ялинки, кущі жасмину і троянд. Господарська частина, відгороджена від житлової живоплотом, містила стайню для худоби з кімнатою для прислуги, з плитою і вмурованим в неї казаном, в якому варили їжу для свиней чи інших тварин. Стайня з зацементованою підлогою, з окремими площадками для кожної тварини, оточеними рівчачками для стоку сечі, яка спрямовувалась в бетонований басейн. Була там і комора з великим підвалом (там його називали «льох»). В коморі зберігали зерно, а в льоху — картоплю, овочі і яблука. Замикала господарчу частину стодола з током для сіна і соломи, а зразу за нею росли високі кущі червоних і жовтих порічок, смородини і аґрусу, а далі — великий сад з яблунями, сливами, вишнями, черешнями, а от груша була чомусь лише одна і дуже стара»,
— згадувала Алла Мельниченко.
Після приходу радянської влади, у 1948 році, в садиба була передана для громадського користування, розмістивши там колгоспну контору. В цей ж рік влада проводила примусову колективізацію, більшості людей це не подобалося, селян котрі чинили опір - засилали в виправно-трудові табори до Сибіру (Так було вислано кілька десятків сімей).
По війні більшість польських родин виїхала в Польщу, на їхнє місце прибули у 1947 році українці примусово виселені з Польщі під час так званої операції «Вісла».
Створений колгосп «Україна» налічував 5769 га сільськогосподарських угідь, в тому числі 3231 га орної землі. Господарство спеціалізувалося на м'ясо-молочному тваринництві, займалося вирощуванням цукрового буряку.

### Діяльність ОУН-УПА
З теренових вістей ВО «БУГ» УПА — Захід за 1943—1945 роки:
3 вересня 1944 року село оточили війська НКВС, проводили обшуки. багато чоловіків арештували, забирали людей під час Служби Божої. Під час цієї облави загинув юнак Ярослав Куць. Також в Желехові є дві вчительки-східнячки, які працюють на НКВС.
14 червня 1945 року п'ять бійців УПА зробили засідку на енкаведистів біля села, було знищено молодших лейтенантів НКВС Насонова і Клокова, сержанта Конюхова і одного бійця НКВС. Здобуто один кулемет, три автомати, два пістолети та 300 набоїв.
28 листопада 1945 року боївка УПА в Великому Желехові напала на будинок, де містилася станиця НКВС та перебував дільничий. Солдатів роззброєно, а дільничий Мельник з одним пораненим втік.
3 грудня 1945 року в Великому Желехові НКВС викликав до району всіх демобілізованих солдатів ЧА, відібрали у них документи та змушували вступати в НКВС.
19 грудня 1946 року бійці НКВС заарештували, невідомо за що, 65-річну жінку та по-звірячому вбили.

## Духовна історія
Парафія у Великосілках була заснована у 1426 році Станіславом Каєм з Милятина, Яном з Желехова та Миколою Міжиглоцьким з Стрептова. Приблизно тоді ж і збудували перший дерев'яний костел. Спочатку парафія належала Львівському деканату, потім Буському, а з 1843 року — Глинянському.
Храм був знищений у першій половині XVII століття, проте знову відбудований з дерева. Протокол візиту архієпископа Яна Скарбека від 1718 року засвідчує, що святиня мала 4 вівтарі. При парафії існувала лікарня для бідних, створена у 1723 році, заснована тодішнім парафіяльним священиком о. Шимоном Себастьяном Дзіджинським.
Із 40-х років XVIII століття відзначається поганий технічний стан костелу, а 1771 року його знищила пожежа.

### Римо-католицький костел Відвідання Єлисавети Пресвятою Дівою Марією
Останній дерев'яний храм спорудили у 1773 році, але його оснащення тривало до 1781 року. 
Під час загального канонічного візиту Львівського архієпископа (8–9 червня 1821 року) був написаний протокол, завдяки якому ми дізнаємось про зовнішній вигляд церкви: церква 44 ліктів в довжину і 24 ліктів завширшки; побудований на кладці фундаментів квадратного дерева, сильні в стінах; 6 вікон із залізними решітками вздовж та впоперек; в середині стіни були покриті лляними полотнами з квітами; великий вівтар, розписаний аквамариновою фарбою з позолоченими різьбленими розквітами, дві фігури серафимів із позолоченими крилами; біля вівтаря по обидва боки є двері в ризницю, круглі вгорі; на них — красиві білі вази з позолотою, а на постаментах, що вже стоять біля стіни прилеглого вівтаря, з одного боку, картина «Відвідання святої Єлизавети», а з іншого боку «Свята Єлизавета»; у пресвітерії, біля кутової стіни зліва, була різьблена кафедра, багато прикрашена кольором із позолоченими жучками та різьбленими вінками; лави в церкві було чотири пари; над дверима церкви знаходилися хори, у центрі яких був орган із семи голосів; великі церковні двері із залізними замками і засувами, і міцний великий замок; підлога була кам’яною, встеленою квадратними плитками; купол, на вершині церкви, був обрамлений білим листовим металом і тоді був у доброму, міцному стані; навколо цвинтаря біля церкви, між мурованими стовпами на цегляному фундаменті, стояла огорожа з товстого бруса з дахом.
У протоколі візиту 1840 року згадується нещодавній ремонт костелу. У 1908 році інтер'єр храму був змінений. У 1938 році дах церкви потребував ремонту. Того ж року у компанії Ягодзінського був замовлений новий дев'ятиголосний орган. Однак невідомо, чи був він розміщений в церкві.
У 1930-х роках завершили ремонт та облаштування парафіяльного будинку з театральним залом на місці зруйнованої під час першої світової війни лікарні для бідних. Зал крім вистав, повинен був служити місцем зустрічі молоді та читальним залом. Парафія, налічуючи понад півтори тисячі вірян, мала філіальні каплиці в Неслухові, Стрептові (1894 р.) та Ямному (1892 р.).
У 1944 році останній парох о. Андрій Чехович разом із частиною костельного майна виїхав до Польщі. Після від'їзду парафіян храм двічі відкривали силою і спустошували (про це ми знаємо з листа священника Чеховича до курії в Любачеві від 12 жовтня 1947 р.). 
У червні 1953 року церква була зруйнована комуністичною владою, а територія цвинтаря була розорана (влада хотіла розширити дорогу, що веде до центру міста).
На місці плебанії було збудовано поліклініку.
2 липня 2018 році на місці костелу за участі єпископа-помічника Львівської архідієцезії о. Едварда Кави та духовенства й вірних була звершена Свята Меса. Того ж року залито фундамент під нову каплицю Матері Божої Чорничної РКЦ.

### Греко-католицька церква Святої Великомучениці Параскеви
Церква збудована за сприянням власників села графського подружжя Тадеуша та Анни Дідушицьких та родина Пайгертів.
Великий дерев'яний храм стоїть у центрі села, запроєктований архітектором Міхалом Ковальчуком.
Будівля хрестова у плані, з півночі та півдня має прибудовані до вівтаря високі ризниці.
По периметру повністю оточена арковою галереєю з дерева, накритою широчезними дахами. Три вхідні двері: центральні у західній стіні бабинця, над якими розташована проповідниця, бічні розташовані у північній та південній стінах нави і накриті дахами, що виступають над опасанням.

На одвірках західних вхідних дверей можна побачити написи, підкреслені золотистою фарбою:
«В ім'я Отця і Сина і Святого Духа амінь. Цей храм створений за допомогою чесних парафіян і благородних жертводавців графа Тадея і Анни Дідушицьких та Івана і Леонтини Пайгертів року Божого 1892»
Покровителями церкви до другої світової війни були граф Станіслав та Розалія Дідушицькі.
Стіни підопасання — голий, не фарбований зруб, решта покриті дерев'яними лакованими планками, загостреними на кінці, що імітують гонту.
Вгорі: бабинець та вівтар на високих світлових восьмериках (над вівтарем менший) накриті невеликими банями з маківками. Над навою таке ж завершення, тільки восьмерик і баня більших розмірів.
Парохи села
- о. Теодор Мартинович
- о. Петро Дудкевич (1795)
- о. Симон Тарнавський (1823-1832)
- о. Йосип Лотоцький (1833—1858)
- о. Іоанн Захаріясевич
- о. Василь Сидорович
- о. Володимир Ковальський (1924-1944)

## Інфраструктура
Амбулаторія загальної практики-сімейної медицини.

### Освіта
В селі діють заклад загальної середньої освіти I-III ступенів та дошкільної освіти.

## Відомі люди
Народилися
- Вантух Мирослав Михайлович (нар. 1939) ― український хореограф, генеральний директор — художній керівник Національного заслуженого академічного ансамблю танцю України імені Павла Вірського, Герой України (2004);
- Возний Теодозій Михайлович (1928—1992) — український мовознавець, доктор філологічних наук, професор;
- Гірний Володимир (10 травня 1913 ― 13 травня 2000; Оквілл) ― військовий 1-ї Української дивізії УНА[22];
- Ян Пйотр Гринковський (1891―1971) ― польський живописець, графік, сценограф;
- Демцюх Зіновій Миколайович (нар. 1943) — український диригент, педагог, доцент Львівського національного університету імені Івана Франка, Заслужений працівник культури України;
- Івашків Василь Іванович (нар. 23 листопада 1979) ― священник УГКЦ, парох церкви Святих Кузьми і Дем'яна в селі Убині;
- Куртяк Євген Григорович (1936―1996) — український письменник, журналіст;
- Филимон Курчаба (1913—1995) — єпископ Української греко-католицької церкви; з 23 лютого 1985 року — єпископ-помічник Львівської Архієпархії УГКЦ;
- Осуховський Олег Іванович (нар. 1978) — громадсько-політичний і державний діяч. Народний депутат України VII та VIII скликань;
- Сікорський Іван Іванович (9 квітня 1975 — 2 вересня 2018; Великосілки) ― український військовик, солдат 24 окремої механізованої бригади імені короля Данила, учасник російсько-української війни[23];
- Шпирка Володимир Михайлович (1984—2014) ― український військовик, солдат 24 окремої механізованої бригади імені короля Данила, загинув під час обстрілу російськими окупантами з РСЗВ «Град» під Зеленопіллям.[24]